# Eunice purpurea
Eunice purpurea är en ringmaskart som beskrevs av Grube 1866. Eunice purpurea ingår i släktet Eunice och familjen Eunicidae. Inga underarter finns listade i Catalogue of Life.